# Dreaming Out Loud
Dreaming Out Loud är debutalbumet från det amerikanska poprockbandet Onerepublic. Det utgavs den 20 november 2007.

## Låtlista
1. "Say (All I Need)" - 3:51
2. "Mercy" - 4:01
3. "Stop and Stare" - 3:44
4. "Apologize" - 3:28
5. "Goodbye, Apathy" - 3:32
6. "All Fall Down" - 4:05
7. "Tyrant" - 5:03
8. "Prodigal" - 3:55
9. "Won't Stop" - 5:03
10. "All We Are" - 4:28
11. "Someone to Save You" - 4:15
12. "Come Home" - 4:24
13. "Dreaming Out Loud" - 4:40
14. "Apologize" (Remix) - 3:05

På vissa amerikanska utgåvor ingår även låtarna "Something's Not Right Here" och "Hearing Voices".